# Karl Grell (Komponist)
Karl Grell (* 5. September 1925 in Wien; † 6. September 2003 ebenda) war ein österreichischer Komponist und Dirigent.

## Leben
Karl Grell erhielt im Alter von acht Jahren Violinunterricht, mit 14 Jahren gründete er mit Schulkollegen eine Tanzkapelle, ein Jahr später begann er mit dem Klarinettenspiel. Nach der Matura und Ableistung des Kriegsdienstes von 1943 bis 1945 studierte er an der Universität Wien Musikwissenschaft sowie am Konservatorium der Stadt Wien Violine und Klarinette, später Komposition bei Hugo Zelzer und Dirigieren bei Kurt Wöss.
Neben seinen Engagements als Geiger in verschiedenen Tanzorchestern arbeitete er ab 1949 als Arrangeur für den Rundfunksender Rot-Weiß-Rot. Ab 1954 war er als freier Mitarbeiter Programmgestalter bei Radio Wien tätig sowie Assistent und Arrangeur von Robert Stolz, für den er über 400 Titel arrangierte. Insgesamt schrieb Grell über 1600 Arrangements.
Im Jahr 1955 gründete er für den ORF das Wiener Solistenorchester, welches er rund 30 Jahre lang leitete. Von 1971 bis 1986 war er bei Radio Wien Abteilungsleiter für Unterhaltungs- und Volksmusik, von 1978 bis 1990 ständiger Gastdirigent des RTV-Orchesters von Radio Novi Sad. Von 1990 bis 1995 leitete er das neu gegründete Vienna Conservatory Orchestra (VCO).

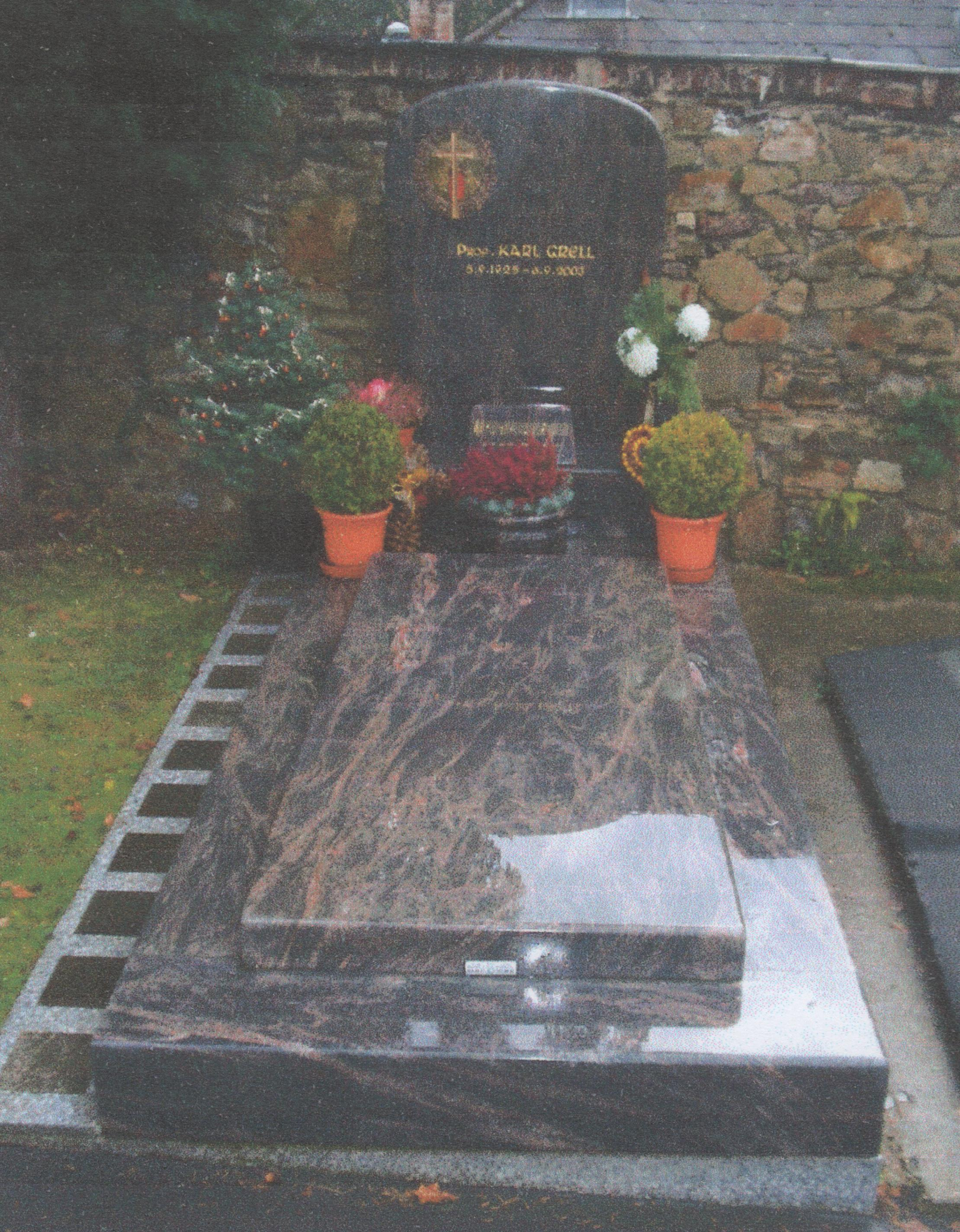
Grabstätte von Karl Grell

Grell starb am 6. September 2003 im Alter von 78 Jahren und wurde am Hütteldorfer Friedhof (Gruppe 2, Nummer G8) bestattet.

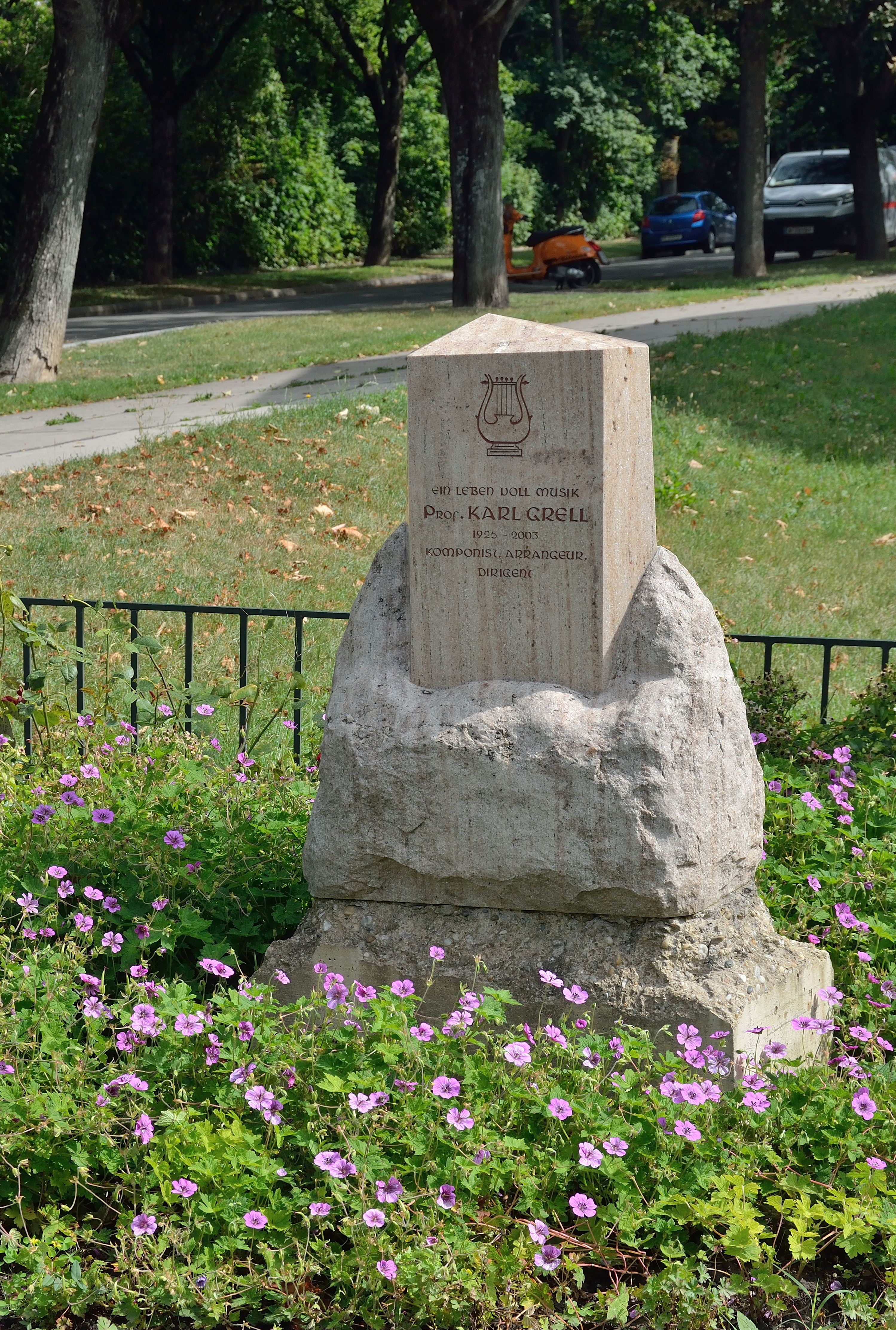
Gedenkstein für Karl Grell vor dem Helmut-Qualtinger-Hof in Wien-Döbling

Im Helmut-Qualtinger-Hof, in dem neben dem Namensgeber auch Karl Grell gewohnt hatte, findet sich an der Ecke Daringergasse 10 / Traklgasse 12–16 ein Gedenkstein für Karl Grell.
Die Grellgasse im Wiener Gemeindebezirk Floridsdorf wurde gemäß Beschluss des Wiener Gemeinderatsausschusses für Kultur und Wissenschaft vom 1. März 2011 nach Karl Grell benannt.
Grell war verheiratet, Tochter Renate Grell-Sturm (* 1953) ist Pianistin.

## Auszeichnungen (Auswahl)
- 1975: Verleihung des Berufstitels Professor
- 1984: Österreichisches Ehrenkreuz für Wissenschaft und Kunst I. Klasse[8]
- 1991: Großes Ehrenzeichen für Verdienste um die Republik Österreich[8]
- Ehrenmitglied und Ehrennadelträger des Österreichischen Komponistenbundes[9]